# Anni-Frid Lyngstad
Pour les articles homonymes, voir Frida et Lyngstad.
Anni-Frid Lyngstad, surnommée « Frida », princesse Reuss et comtesse de Plauen par son troisième mariage, née le 15 novembre 1945 à Bjørkåsen près de Narvik en Norvège, est une chanteuse norvégienne. Elle est membre du groupe pop suédois ABBA.

## Biographie

### Enfance
Frida Lyngstad, de son nom complet Anni-Frid Synni Lyngstad, fait partie, tout comme Herbjørg Wassmo, des 12 000 enfants norvégiens nés des amours entre soldats allemands et femmes norvégiennes pendant l'occupation du pays par l'Allemagne, durant la seconde Guerre mondiale, de 1940 à 1945. Après la guerre, ces femmes et leurs enfants sont devenus des parias de la société norvégienne : nombre d'entre elles furent violées par des résistants, enfermées dans des maisons closes, internées ou expulsées. Certaines d'entre elles et leurs enfants auraient servi de cobayes pour l'expérimentation de drogues comme le LSD par l'armée norvégienne et la CIA,. Pour fuir ce rejet social, la mère d'Anni-Frid, Synni, émigre en Suède. Lorsqu'Anni-Frid a deux ans, sa mère meurt et sa grand-mère l'élève seule à Eskilstuna. Elle lui donne le goût du chant et lui fait découvrir le jazz.

### Débuts musicaux

Signature d'Anni-Frid Lyngstad.

C'est en 1958 qu'elle commence sa carrière musicale comme chanteuse de jazz, à treize ans. Ses talents de chanteuse sont remarqués par tous ceux qui l'écoutent. En 1963, elle forme un groupe, Anni-Frid Four, qui comprend le bassiste Ragnar Fredriksson. Mariée à celui-ci, elle aura deux enfants avant de divorcer.
Elle participe à un radio-crochet Plats på Scen en 1963 mais cette année là, les vainqueurs sont les Hootenanny Singers (qui s'appellent encore West Bay Singers), le groupe dont fait partie son futur collègue d'Abba, Björn Ulvaeus.
En 1967, elle gagne un concours de chant et obtient un passage à la télévision, elle signe alors son premier contrat discographique avec EMI. Le répertoire jazz de la chanteuse lui vaut la faveur des critiques mais se révèle difficile à vendre au grand public et le succès reste confidentiel. Elle enregistre surtout des singles et se produit dans des spectacles de cabaret. Elle participe cependant à des tournées aux côtés d'artistes suédois populaires tels que Lasse Lönndahl (1968), Charlie Norman (1969 à 1970) et Lasse Berghagen (1971) avec qui elle chante un duo En kväll om sommarn, le titre est classé dans le Svensktoppen. Elle est invitée aussi à un programme télévisé När stenkakan slog diffusé pendant toute une saison où elle chante, aux côtés d'autres artistes, des succès suédois datant de l'entre-deux-guerres.
En 1969, Lyngstad interprète le titre Härlig är vår jord (notre terre est merveilleuse) lors du Melodifestivalen, les sélections suédoises pour le concours de l'Eurovision, elle arrive à la quatrième place. Peu après, elle fait la rencontre de Benny Andersson. Rapidement, les deux deviennent amoureux. Lyngstad sort son premier album en 1971, produit par Benny Andersson et prépare le terrain pour la naissance du groupe ABBA. Elle obtient d'ailleurs son premier succès solo grâce à Min egen stad composé par Andersson, la même année. En 1972 paraît une compilation qui reprend, entre autres, ses titres sortis en singles depuis 1967.

### Les années ABBA
ABBA se forme au début des années 1970 alors que Frida et Benny se lient avec un autre tandem composé d'Agnetha Fältskog et de Björn Ulvaeus.
De 1972 à 1982, le groupe ABBA enchaîne les succès et fait régulièrement des tournées mondiales. Au sein du groupe, Frida est co-interprète de nombreux succès comme Waterloo (chanson), Take a Chance on Me et Voulez-Vous (chanson). Elle est aussi l'interprète principale de chansons comme Fernando (chanson), Money, Money, Money, Knowing Me, Knowing You, Super Trouper (chanson) ou encore When All Is Said And Done.

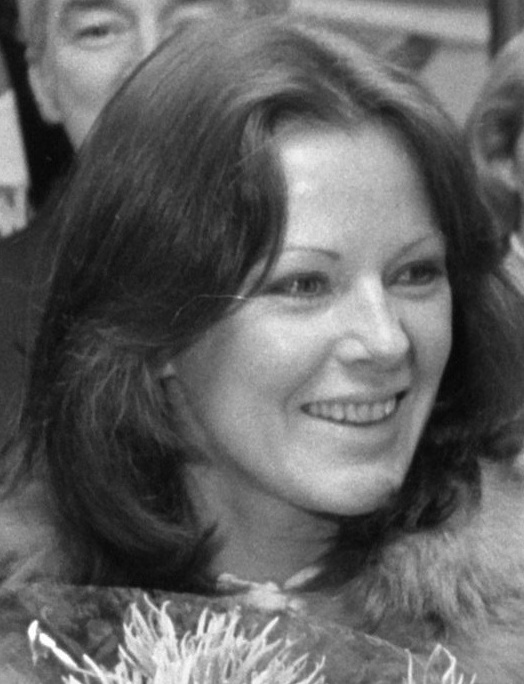
Anni-Frid Lyngstad en 1974.

Tout en continuant à être membre du groupe, la chanteuse sort un troisième album solo en suédois en 1975 Frida Ensam (Frida toute seule), que produit Benny Andersson. Le disque propose des reprises en suédois de chansons populaires comme Wouldn't It Be Nice des Beach Boys ou Life on Mars? de David Bowie. Il comporte aussi une première version du titre Fernando. L'album connaît un gros succès en Suède où il obtient un disque de platine.
Frida épouse Benny le 6 octobre 1978, pour en divorcer trois ans plus tard. Durant cette période, elle a une révélation sur ses origines. Anni-Frid croyait que son père était mort lorsque son navire avait été coulé par les Alliés pendant la Seconde Guerre mondiale. Elle découvre qu'elle est en réalité la fille d'un sergent allemand marié, Alfred Haase, et que son père est toujours vivant. C'est en 1977, lorsque le magazine allemand Bravo (en) publie une biographie de Frida que la nièce d'Alfred Haase fait le rapprochement avec son oncle et prévient ce dernier. Le père et la fille se rencontreront.

### Après le groupe

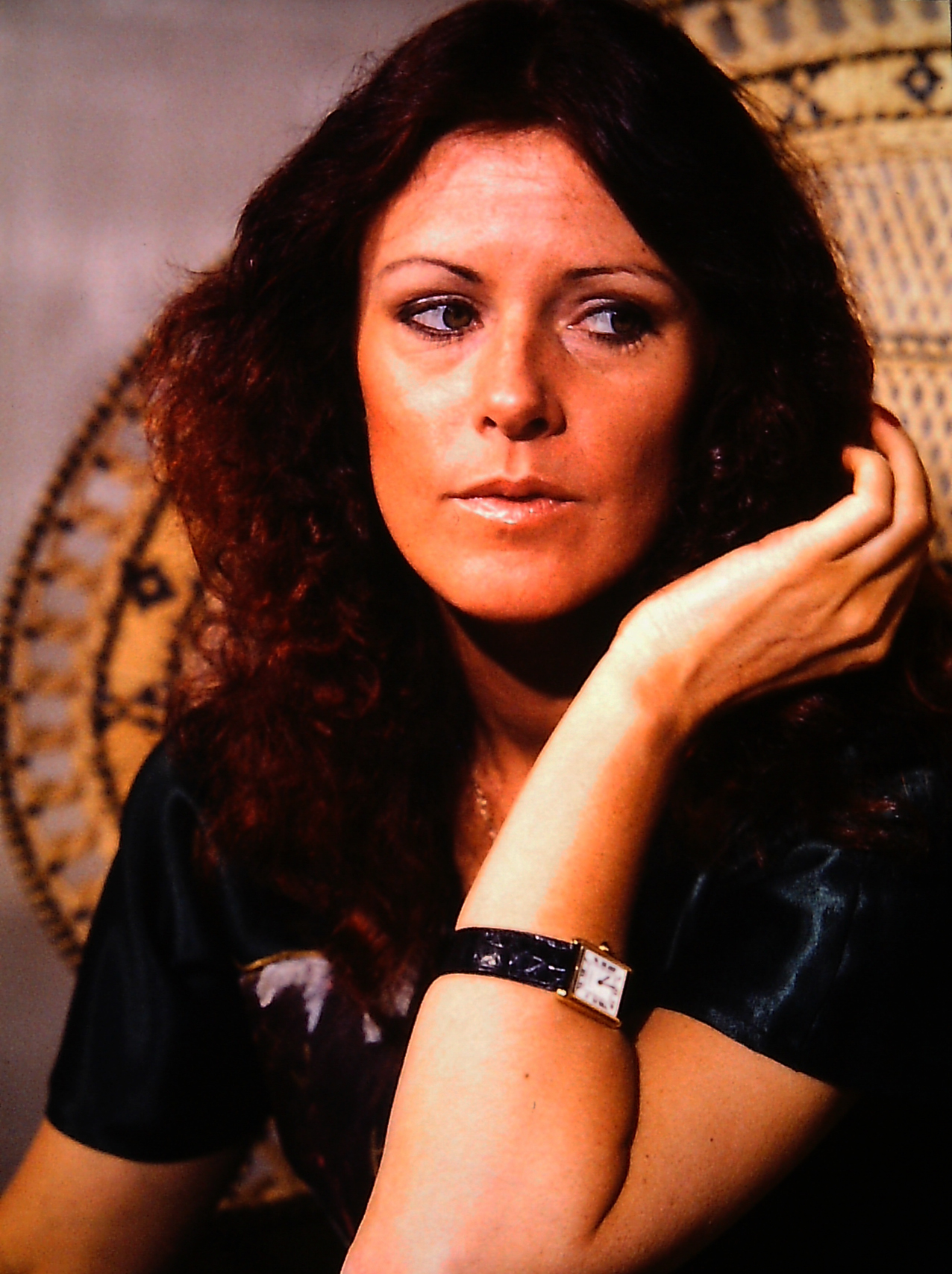
Anni-Frid Lyngstad en 1980.

Lorsque ABBA s'arrête en 1982, elle enregistre un album à succès produit par Phil Collins, Something's Going On, contenant la chanson I Know There's Something Going On ainsi qu'une chanson de Collins, You know what I mean. On retrouve sur cet album tous les musiciens de Collins, ce dernier joue la batterie et fait les chœurs, il y a aussi Daryl Stuermer à la guitare, Mo Foster à la basse, J. Peter Robinson aux claviers et les Phenix Horns. Cet album est un tournant plus pop-rock avec le fameux son Phil Collins (gated reverb) et son jeu inimitable.
En 1983, elle participe au « conte musical » français Abbacadabra qui est constitué de reprises du groupe ABBA traduites en français. Elle y interprète notamment la chanson Belle (Arrival), en duo avec Daniel Balavoine.
Son album suivant, Shine, produit par Steve Lillywhite et sorti en 1984, n'obtient pas de bonnes ventes, ce qui l'incite à se retirer un moment de la scène musicale. L'album comporte un titre composé par Daniel Balavoine, The face.
Le 26 octobre 1992, elle épouse le prince Ruzzo Reuss von Plauen, membre de la maison Reuss ; elle devient ainsi princesse Reuss et comtesse de Plauen, avec le prédicat d'altesse sérénissime. Le 13 janvier 1998, elle perd sa fille Ann Lise-Lotte Casper (née Fredriksson), des suites d'un accident de voiture à Livonia, dans l'État de New York, aux États-Unis tandis que son mari décède l'année suivante à l'âge de 49 ans.
Après la sortie de l'album en suédois Djupa Andetag (1996), elle connaît un regain de popularité en 2004 en enregistrant la chanson The Sun Will Shine Again avec Jon Lord, ancien claviériste de Deep Purple.
En 2005, Polar Music International sort un documentaire sur DVD, Frida The DVD, retraçant toute sa carrière de 1967 à 2005 (durée 3 h 25). Le film est commenté par Frida en personne.
Depuis 2019, elle vit à Genolier en Suisse  et s'occupe d'œuvres caritatives.

### Retour d'ABBA
En avril 2018, 37 ans après le précédent album du groupe (The Visitors en 1981), ABBA annonce s'être retrouvé en studio pour enregistrer deux nouveaux titres : I Still Have Faith in You et Don’t Shut Me Down. Les morceaux ont été enregistrés à l’été 2017. Les membres du groupe, âgés d'entre 68 et 73 ans, n’envisagent pas pour autant de se réunir pour chanter en public mais projettent de faire une tournée en hologrammes, prévue pour 2019. La sortie des deux titres, initialement prévue pour décembre 2018, est repoussée à l'année suivante.
En octobre 2018, Björn Ulvaeus annonce qu'il pourrait y avoir « possiblement un nouvel album. Ou alors quatre chansons ou quelque chose dans le genre. C'est possible ». Le projet est finalement repoussé à 2020, puis à 2021 à cause de la pandémie de Covid-19. Le 2 septembre 2021, ABBA annonce officiellement son retour avec l'enregistrement d'un album intitulé Voyage, mais sans vraie tournée : les quatre membre du groupe ont enregistré leur performance en capture de mouvement et ce sont des avatars digitaux rajeunis qui joueront sur une scène spécialement construite pour l'occasion sur le site olympique de Londres. Les deux titres initialement annoncés en 2018 sont lancés sur différentes plateformes de streaming, et cumulent en quelques jours seulement plusieurs dizaines de millions de vues ou d'écoutes. Le clip de I Still Have Faith in You présente des images d'archives du groupe, ainsi que les avatars en 3D. C'est essentiellement Anni-Frid qui assure le chant du titre, et c'est son avatar qui est le plus présent dans le clip.

## Distinctions
- Commandeur 1ère classe de l'ordre royal de Vasa (Suède, 2024)[12]

## Discographie

### En solo
Albums
- 1972 : Anni-Frid Lyngstad
- 1975 : Frida Ensam (#1 Suède)
- 1982 : Something's Going On (#1 Suède, #18 G.-B., #41 É.-U.)
- 1982 : Frida
- 1984 : Shine (#6 Suède, #67 G.-B.)
- 1991 : På Egen Hand
- 1993 : Tre Kvart Från Nu
- 1996 : Djupa Andetag (#1 Suède)
- 1997 : Frida 1967-1972

Singles
- 1967 : En ledig dag
- 1967 : Din
- 1968 : Simsalabim
- 1968 : Mycket kär
- 1969 : Härlig är vår jord
- 1969 : Så synd du måste gå
- 1969 : Peter Pan
- 1970 : Där du går lämnar kärleken spår
- 1971 : En liten sång om kärlek
- 1971 : En kväll om sommarn — avec Lars Berghagen
- 1971 : Min egen stad
- 1972 : Vi är alla barn i början
- 1972 : Man vill ju leva lite dessemellan
- 1975 : Fernando* élément B
- 1982 : I Know There's Something Going On
- 1983 : To Turn the Stone
- 1983 : Here We'll Stay
- 1983 : Time — avec B.A. Robertson
- 1983 : Belle — avec Daniel Balavoine
- 1984 : Shine
- 1984 : Come to Me
- 1987 : Så länge vi har varann — avec le groupe Ratata
- 1992 : Änglamark (dans le cadre de Artister för MilJö, « les Artistes pour l'environnement »)
- 1996 : Även en blomma
- 1996 : Ögonen
- 1997 : Alla mina bästa år — avec Marie Fredriksson du groupe Roxette